# Arco de São Jorge
Arco de São Jorge es una freguesia portuguesa ubicada en el municipio de Santana. Tiene 3,50 km.2 de superficie y 509 habitantes, a una altitud de 124 m.
Está unida por la Carretera Nacional portuguesa que une a São Vicente, Ponta Delgada, Boaventura, Arco de São Jorge, São Jorge, Santana y Faial. 

## Recursos económicos
Los principales recursos de la zona son:
- La Agricultura
- La Apicultura
- El Turismo (un 96% de la zona)

Existen muchas montañas al Sur y al océano Atlántico al Norte.

## Freguesiaspróximas
- Boaventura
- São Jorge

- Datos: Q776573
- Multimedia: Arco de São Jorge / Q776573

1. ↑  Worldpostalcodes.org,código postal n.º 9230.